# Mikołaj (Sajama)
Mikołaj, imię świeckie Sajama Dairoku (jap. 佐山ぺトル大麓; ur. 22 listopada 1914 w Tajpej, zm. 26 sierpnia 2008 w Sanmnu) – biskup Rosyjskiego Kościoła Prawosławnego, z pochodzenia Japończyk.

## Życiorys
Urodził się na Tajwanie w rodzinie japońskiego socjologa. Wkrótce po jego urodzeniu matka ze wszystkimi dziećmi przeniosła się do Miyazu w Japonii. Przyszły prawosławny hierarcha został ochrzczony w soborze Zwiastowania w Kioto, otrzymując na chrzcie imię Piotr. Następnie cała rodzina przeprowadziła się do Tokio. Tam Dairoku Sajama ukończył studia teologiczne, zaś w 1941 ukończył prawosławne seminarium duchowne przy soborze Zmartwychwstania Pańskiego w Tokio. Z powodu działań wojennych nie mógł kontynuować edukacji w zakresie teologii prawosławnej. Dopiero w 1954 wyjechał do seminarium św. Włodzimierza w Nowym Jorku, prowadzonym przez Metropolię Amerykańską. W 1956 został tam wyświęcony na diakona, a następnie na kapłana. W 1959 duchowny wyjechał do Aten. Kolejne półtora roku spędził w różnych parafiach i klasztorach Grecji, w tym Athosu. W 1961, po powrocie do Japonii, przeszedł w jurysdykcję Rosyjskiego Kościoła Prawosławnego. W roku następnym udał się do ławry Troicko-Siergijewskiej i 1 września 1962 złożył w niej wieczyste śluby mnisze. W 1966 metropolita leningradzki i nowogrodzki Nikodem nadał mu godność archimandryty i mianował go dziekanem parafii japońskich uznających zwierzchność Patriarchatu Moskiewskiego.
9 lub 10 grudnia 1967 w soborze Trójcy Świętej w Ławrze Aleksandra Newskiego w Leningradzie został wyświęcony na biskupa Tokio i całej Japonii. W obrzędzie jako konsekratorzy wzięli udział metropolita leningradzki i nowogrodzki Nikodem, arcybiskup ałmacki i kazachstański Józef, biskupi archangielski i chołmogorski Nikon, tulski i bielowski Bartłomiej, zarajski Juwenaliusz, tichwiński Michał oraz smoleński i wiaziemski Gedeon. Brał udział w pracach Światowej Rady Kościołów i w chrześcijańskim ruchu na rzecz pokoju.
W 1970, po nadaniu Japońskiemu Kościołowi Prawosławnemu statusu autonomicznego, został biskupem możajskim, wikariuszem eparchii moskiewskiej. Do 1986 był kierownikiem przedstawicielstwa patriarchy moskiewskiego w Tokio. Dwa lata wcześniej otrzymał godność arcybiskupią. W 1986 przeszedł w stan spoczynku. Dziesięć lat później ponownie został mianowany wikariuszem eparchii moskiewskiej z tytułem biskupa ramieńskiego. Żył w Japonii, w monasterze Mądrości Bożej w Sanmu. Zmarł w 2008.